# Prajak Mahawong
Prajak Mahawong (Thai: ประจักษ์ มหาวงศ์; * 19. November 1981) ist ein ehemaliger thailändischer Radrennfahrer.
Prajak Mahawong nahm 2003 an der B-Weltmeisterschaft teil und belegte den 34. Platz im Straßenrennen. 2004 wurde er zweimal Etappenzweiter bei der International Presidency Turkey Tour. Ab Mitte 2007 fuhr Mahawong für das japanische Continental Team Nippo Corporation-Meitan Hompo. In seinem ersten Jahr dort gewann er das Einzelzeitfahren bei den Südostasienspielen. Wenige Tage später gewann er die erste Etappe bei der Tour of Thailand. 2010 beendete er seine Laufbahn.

## Erfolge
2007
- Südostasienspiele – Einzelzeitfahren
- eine Etappe Tour of Thailand

## Teams
- 2007 Nippo Corporation-Meitan Hompo (ab 1. Juli)
- 2008 Meitan Hompo-GDR
- 2010 Giant Asia Racing Team (ab 12. April)